# Action in New York
Action in New York, ou Final Mission au Japon, ou bien S.C.A.T.: Special Cybernetic Attack Team en Amérique du Nord, est un jeu vidéo de type shoot them up développé par l'entreprise japonaise Natsume. Il est sorti sur la Famicom en 1990, sur NES US en 1991 et sur NES EUR en 1992.